# Foameix-Ornel
Foameix-Ornel är en kommun i departementet Meuse i regionen Grand Est (tidigare regionen Lorraine) i nordöstra Frankrike. Kommunen ligger i kantonen Étain som tillhör arrondissementet Verdun. År 2022 hade Foameix-Ornel 228 invånare.

## Befolkningsutveckling
Antalet invånare i kommunen Foameix-Ornel
| Referens: INSEE |